# Ґоґолево (Ґостинський повіт)
Ґоґолево (пол. Gogolewo) — село в Польщі, у гміні Кробя Гостинського повіту Великопольського воєводства.
Населення — 543 особи (2011).
У 1975-1998 роках село належало до Лешненського воєводства.

## Демографія
Демографічна структура станом на 31 березня 2011 року:
|          | Загалом | Допрацездатний вік | Працездатний вік | Постпрацездатний вік |
| -------- | ------- | ------------------ | ---------------- | -------------------- |
| Чоловіки | 266     | 63                 | 179              | 24                   |
| Жінки    | 277     | 74                 | 153              | 50                   |
| Разом    | 543     | 137                | 332              | 74                   |